# جيسون بير
جيسون بير (بالإنجليزية: Jason Behr)‏ مواليد 30 ديسمبر 1973 في منيابولس، هو ممثل أمريكي بدأ مسيرته الفنية عام 1994.

## الأعمال
- البلدة الفاضلة
- الحقد
- حروب التنين
- المحيط الهادي الأزرق
- بافي قاتلة مصاصي الدماء
- روزويل

## وصلات خارجية
- جيسون بير على موقع IMDb (الإنجليزية)
- جيسون بير على موقع ألو سيني (الفرنسية)
- جيسون بير على موقع أول موفي (الإنجليزية)
- جيسون بير على موقع قاعدة بيانات الأفلام السويدية (السويدية)
- جيسون بير على موقع إن إن دي بي (الإنجليزية)
- جيسون بير على موقع قاعدة بيانات الفيلم (الإنجليزية)
- جيسون بير على موقع كينوبويسك (الروسية)